# Финтинеле (комуна, Муреш)
Финтинеле (рум. Fântânele) — комуна у повіті Муреш в Румунії. До складу комуни входять такі села (дані про населення за 2002 рік):
- Бордошіу (299 осіб)
- Віфороаса (877 осіб)
- Келіменешть (947 осіб)
- Роуа (397 осіб)
- Финтинеле (2385 осіб) — адміністративний центр комуни
- Чибу (162 особи)

Комуна розташована на відстані 243 км на північний захід від Бухареста, 21 км на південний схід від Тиргу-Муреша, 97 км на південний схід від Клуж-Напоки, 107 км на північний захід від Брашова.

## Населення
За даними перепису населення 2002 року у комуні проживали 5067 осіб.
Національний склад населення комуни:
| Національність | Кількість осіб | Відсоток |
| -------------- | -------------- | -------- |
| угорці         | 4749           | 93,7%    |
| цигани         | 249            | 4,9%     |
| румуни         | 68             | 1,3%     |
| німці          | 1              | < 0,1%   |

Рідною мовою назвали:
| Мова      | Кількість осіб | Відсоток |
| --------- | -------------- | -------- |
| угорська  | 4736           | 93,5%    |
| циганська | 259            | 5,1%     |
| румунська | 69             | 1,4%     |
| німецька  | 3              | 0,1%     |

Склад населення комуни за віросповіданням:
| Релігія                                       | Кількість осіб | Відсоток |
| --------------------------------------------- | -------------- | -------- |
| реформати                                     | 3709           | 73,2%    |
| римо-католики                                 | 774            | 15,3%    |
| унітарії                                      | 437            | 8,6%     |
| православні                                   | 68             | 1,3%     |
| п'ятдесятники                                 | 7              | 0,1%     |
| греко-католики                                | 6              | 0,1%     |
| не релігійні                                  | 4              | 0,1%     |
| адвентисти                                    | 3              | 0,1%     |
| лютерани (Синодально-пресвітеріанська церква) | 2              | < 0,1%   |
| лютерани (Аугсбурзького сповідання)           | 2              | < 0,1%   |
| не вказали релігію                            | 7              | 0,1%     |

## Зовнішні посилання
- Дані про комуну Финтинеле на сайті Ghidul Primăriilor